# Kleines Stuck-Museum
Das Kleine Stuck-Museum ist ein privates, ehrenamtlich geführtes Museum für Stuckarbeiten in Freiburg im Breisgau, das am 1. August 1979 durch den Stuckateurmeister und Restaurator Hans Rich gegründet wurde. 
Der Museumsbestand umfasst ein breites Spektrum an original Stuckarbeiten, Abgüssen von Originalteilen sowie Nachbildungen und anhand von historischen Unterlagen neu erstellten Stuckarbeiten. Von Gesimselementen und Dekorelementen über Konsolen, Rosetten und Supraporten befinden sich auch zahlreiche Stückköpfe, Wappen und Reliefs in der Sammlung. Ergänzt wird diese durch Stucksäulen sowie Pilaster, Baluster und andere seltene Stuckelemente.
Viele der auf 120 m² ausgestellten Werke wurde vom Freiburger Unternehmen Brenzinger & Cie. geschaffen, von dem auch ein Musterbuch besichtigt werden kann. Weitere Exponate sind beispielsweise Nachbildungen von Fassadenschmuck am Historischen Kaufhaus oder dem Wentzingerhaus, die der Besucher dort nur aus der Ferne betrachten kann. Das Museum war und ist zudem häufiger auf Messen vertreten, wie beispielsweise auf der Badenmesse 2009. und 2010.
Laut Badischer Zeitung ist es das einzige Stuckmuseum Deutschlands. Die Gemeinde Schwarzenau bezeichnet das österreichische Schloss Schwarzenau aufgrund seiner reichen Stuckausstattung als „österreichisches Stuckmuseum“.